# Keskisenlampi-Riionlampi
Keskisenlampi-Riionlampi este o arie protejată (arie specială de conservare — SAC, sit de importanță comunitară — SCI, arie de protecție specială avifaunistică — SPA) din Finlanda întinsă pe o suprafață de 102 ha, integral pe uscat.

## Localizare
Centrul sitului Keskisenlampi-Riionlampi este situat la coordonatele 61°51′02″N 26°18′37″E / 61.8506°N 26.3103°E.

## Înființare
Situl Keskisenlampi-Riionlampi a fost declarat sit de importanță comunitară în august 1998 pentru a proteja 34 de specii de animale. Alte tipuri de protecție:
- arie de protecție specială avifaunistică (în august 1998)[2]
- arie specială de conservare (în aprilie 2015)[1][3][4]

## Biodiversitate
Situată în ecoregiunea boreală, aria protejată conține 6 habitate naturale: Lacuri și iazuri distrofice naturale, Liziere de ierburi înalte hidrofile de câmpie și de nivel montan până la alpin, Mlaștini turboase de tranziție și turbării mișcătoare, Taiga vestică, Pășuni din zone de pădure fino-scandinave, Mlaștini împădurite.
La baza desemnării sitului se află mai multe specii protejate de  păsări (34): rață sulițar (Anas acuta), gâscă de semănătură (Anser fabalis), stârc cenușiu (Ardea cinerea), rață-cu-cap-castaniu (Aythya ferina), rața moțată (Aythya fuligula), buhai de baltă (Botaurus stellaris), fugaci mic (Calidris minuta), bătăuș (Calidris pugnax), fugaci pitic (Calidris temminckii), erete de stuf (Circus aeruginosus), cristeiul de câmp (Crex crex), gușă vânătă (Cyanecula svecica), lebădă de iarnă (Cygnus cygnus), șoimul rândunelelor (Falco subbuteo), vânturel roșu (Falco tinnunculus), cufundar polar (Gavia arctica), cocor (Grus grus), Hydrocoloeus minutus, pescăruș râzător (Larus ridibundus), sitar de mâl (Limosa limosa), becațină mică (Lymnocryptes minimus), Mergellus albellus, gaia neagră (Milvus migrans), codobatura galbenă (Motacilla flava), vultur pescar (Pandion haliaetus), corcodel-urechiat (Podiceps auritus), corcodel-cu-gât-roșu (Podiceps grisegena), cresteț pestriț (Porzana porzana), Spatula clypeata, rață cârâitoare (Spatula querquedula), chiră de baltă (Sterna hirundo), fluierar negru (Tringa erythropus), fluierar de mlaștină (Tringa glareola), fluierarul cu picioare roșii (Tringa totanus).
Pe lângă speciile protejate, pe teritoriul sitului au mai fost identificate 1 specie de plante, 8 specii de păsări.